# 금산기적의도서관
금산기적의도서관은 충청남도 금산군 금산읍 비단로 296-13에 있는 어린이 도서관이다. 2003년 3월 MBC TV 느낌표에서 어린이 대상의 기적의 도서관 시행 지역으로 선정되었고, 2004년 12월 19일 착공되어 이듬 해(2005) 5월 5일 개관하였다.

## 이용 안내
- 이용 시간: 09:00~18:00 (화요일~일요일)
- 휴관일: 매주 월요일, 국가 공휴일, 금산군수가 정하는 임시 휴관일 등